# Amsonia orientalis
Amsonia orientalis е вид растение от семейство Олеандрови (Apocynaceae). Видът е критично застрашен от изчезване.

## Разпространение
Разпространен е в Турция.